# Le May-sur-Èvre
Le May-sur-Èvre är en kommun i departementet Maine-et-Loire i regionen Pays de la Loire i nordvästra Frankrike. Kommunen ligger i kantonen Beaupréau som tillhör arrondissementet Cholet. År 2022 hade Le May-sur-Èvre 3 878 invånare.

## Befolkningsutveckling
Antalet invånare i kommunen Le May-sur-Èvre
| Referens: INSEE |